# Комиссаровка (Николаевская область)
Комиссаровка (укр. Комісарівка) — село в Березанском районе Николаевской области Украины.
Население по переписи 2001 года составляло 660 человек. Почтовый индекс — 57420. Телефонный код — 5352. Занимает площадь 8 км².

## Местный совет
57420, Николаевская обл., Березанский р-н, с. Дмитровка, ул. Мира, 14; тел. 9-84-31.